# Nina Chydenius
Nina Chydenius (* 28. Juni 1990 in Kauniainen) ist eine finnische Leichtathletin, die im Mittel- und Langstreckenlauf an den Start geht.

## Leben
Die Finnlandschwedin Nina Chydenius stammt aus der zweisprachigen Stadt Grankulla (finnisch Kauniainen) in der finnischen Hauptstadtregion.

## Sportliche Laufbahn
Erste internationale Erfahrungen sammelte Nina Chydenius im Jahr 2011, als sie bei den U23-Europameisterschaften in Ostrava in 25:22,59 min Zehnte im 10.000-Meter-Lauf. Bei den Crosslauf-Europameisterschaften 2021 in Dublin lief sie nach 29:36 min 47. im Einzelrennen ein und im Jahr darauf wurde sie bei den Europameisterschaften in München in 2:43:00 h 39. im Marathonlauf. 2023 gelangte sie bei den Weltmeisterschaften in Budapest nach 2:42:36 h 54. im Marathon und im Jahr darauf belegte sie bei den Europameisterschaften in Rom in 32:16,85 min den achten Platz über 10.000 Meter. Bei den erstmals ausgetragenen Straßenlauf-Europameisterschaften 2025 in Löwen landete sie nach 33:45 min auf dem 55. Platz über 10 km.
2022 wurde Chydenius finnische Meisterin im 10.000-Meter-Lauf sowie 2023 im Marathon.

## Persönliche Bestleistungen
- 1500 Meter: 4:43,77 min, 14. Juli 2021 in Joensuu
- 3000 Meter: 9:00,43 min, 22. Juni 2024 in Kuortane
  - 3000 Meter (Halle): 9:48,97 min, 21. Februar 2021 in Jyväskylä
- 5000 Meter: 15:26,81 min, 18. Juni 2024 in Oslo
- 10.000 Meter: 32:16,85 min, 11. Juni 2024 in Rom
- 5-km-Straßenlauf: 15:34 min, 13. April 2024 in London
- 10-km-Straßenlauf: 32:15 min, 5. Januar 2025 in Nizza
- Halbmarathon: 1:13:33 h, 11. Februar 2024 in Barcelona
- Marathon: 2:32:48 h, 20. Februar 2022 in Sevilla